# Нефтепровод Киркук — Хайфа
Нефтепровод Киркук — Хайфа (нефтепровод Ирак — Хайфа, Средиземноморский трубопровод) — нефтепровод от нефтяного месторождения в Киркуке (провинция Мосул, тогда Османская империя, сейчас Ирак), через Эмират Трансиорданию в Хайфу (тогда подмандатная Палестина, сейчас Израиль). Трубопровод действовал с 1935 по 1948 год. Его длина составила около 942 километра, диаметр труб— 30,4 см. Время прохождения сырой нефтью всей длины трубопровода занимало около 10 дней. Нефть, поступающая в Хайфу, перегонялась на хайфских нефтеперерабатывающих заводах, хранилась в цистернах, а затем заливалась в танкеры для отправки в Европу.
Трубопровод был построен Иракской нефтяной компанией в период с 1932 по 1934 год. Трубопровод был одним из двух, по которым нефть шла с месторождения Баба-Гургур в Киркуке к побережью Средиземного моря. Двойной трубопровод разделялся в Хадите (насосная станция К3). По второй линии нефть доставлялась в Триполи, Ливан, который тогда находился под французским мандатом.
Трубопровод и нефтеперерабатывающие заводы в Хайфе считались британским правительством стратегически объектами. Во время Второй мировой войны они обеспечивали большую часть потребностей в топливе британских и американских войск в Средиземноморье.
Трубопровод был объектом нападений арабов во время арабского восстания 1936—1939 годов в Палестине. Одной из основных задач совместных британско-еврейских специальных ночных отрядов под командованием капитана Орда Уингейта была защита трубопровода. Позже трубопровод стал объектом нападений со стороны еврейской военизированной организации «Иргун».
В 1948 году, с началом арабо-израильской войны 1948 года, официальная эксплуатация трубопровода прекратилась. Линия на Триполи оставалась в эксплуатации.

## Строительство
Добыча нефти в Ираке в 1932 году составляла от 1—1,2 миллиона баррелей в год. Планируемая мощность нового трубопровода составляла 30 000 000 баррелей в год. Компания Tuscarora Oil Co. возглавляла строительные работы.
Всего с 1 ноября 1932 года было уложено 1180 миль труб (120 000 тонн), произведенных французскими (52 000 тонн), британскими (50 000 тонн), немецкими (10 000 тонн) и американскими (8 000 тонн) производителями и эксплуатируемыми при давлении 500 фунтов на квадратный дюйм. Насосные станции были дизельными.
На каждой ветви была по одной железнодорожной станции, которые служили депо и площадками для мастерских. Одна из них находилась в Байджи, рядом с будущей насосной станцией К-2, нефть подавалась через Басру. Депо южного участка находилось в Мафраке на Хиджазской железной дороге, снабжение которого осуществлялось через Хайфу, а в качестве северного участка был выбран Хомс.
К 15 мая 1933 года было проложен 801 миля труб. К сентябрю 1933 года на маршруте были проложены телеграфные и телефонные провода.
Линия Триполи была заполнена в начале июня 1934 года, в июле была достигнута предварительная производственная мощность 20 000 баррелей в день, или около 50 % номинальной мощности. Французские танкеры начали транспортировку нефти на новый нефтеперерабатывающий завод в Мартиге (производительность 15 000 баррелей в день) . В Триполи было построено 15 резервуаров емкостью 93 000 баррелей каждый. В марте 1947 года в Триполи находилось 27 танков (2 300 000 баррелей). Во время Второй мировой войны в Триполи был построен небольшой завод по производству топпинга (производительность 5000 баррелей в день).
Первая нефть прибыла в Хайфу 15 октября 1934 года.
Общая стоимость проекта составила 50 миллионов долларов США.

## Насосные станции

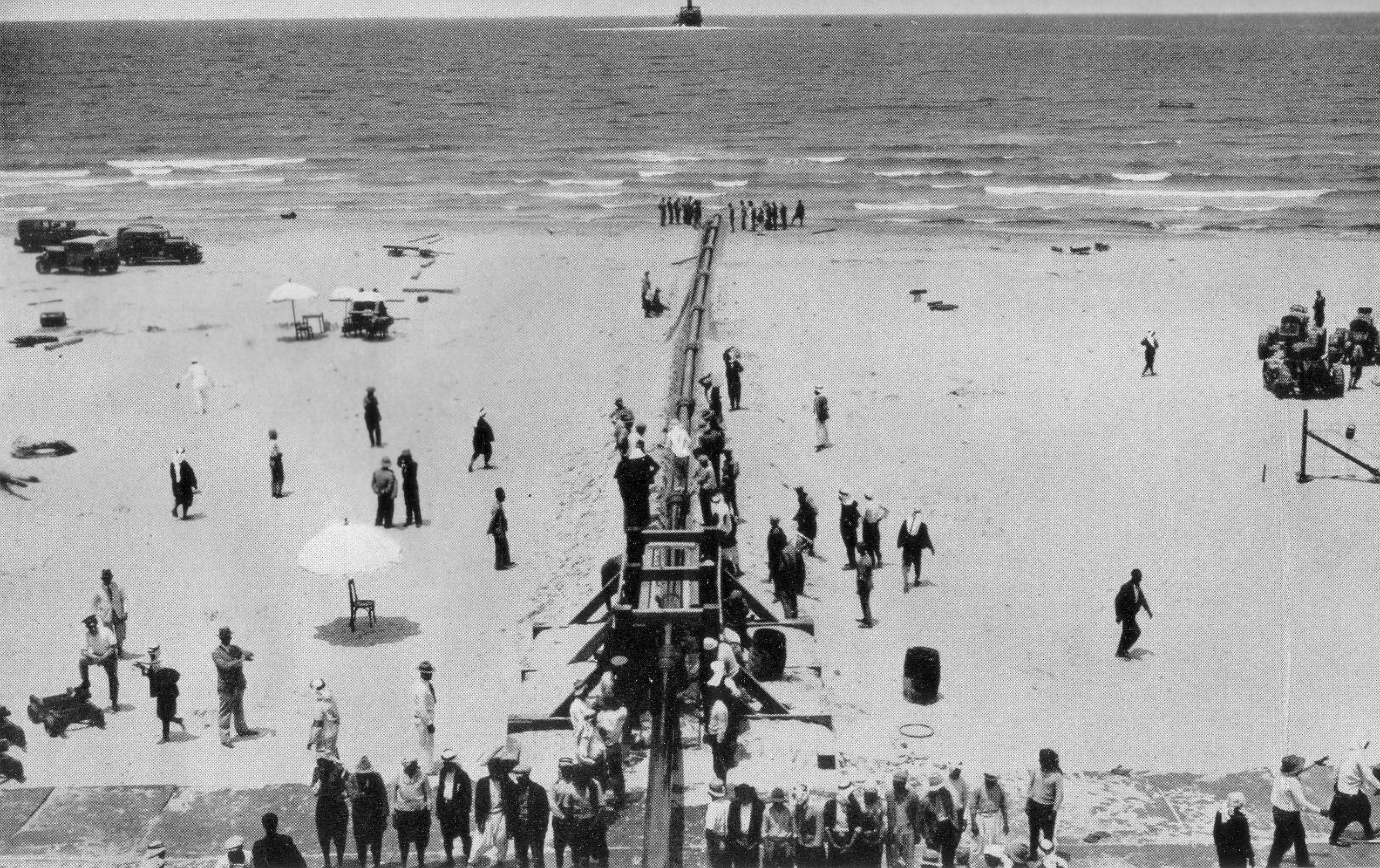
Западный конец нефтепровода Киркук-Хайфа, Хайфа, 1938 год.

Насосные станции были названы в порядке номеров, идущих на запад: станции от Киркука до Хадиты обозначались «K» (Киркук), от Хадиты до побережья Средиземного моря в Хайфе обозначались «H» (Haifa), а станции до Триполи обозначались «T».
- K1 35°30′55″ с. ш. 044°18′49″ в. д.HGЯO
- K2 34°54′47″ с. ш. 043°24′50″ в. д.HGЯO (Нефтеперерабатывающий завод Байджи, некоторое время после 1947 года.)
- K3 34°04′31″ с. ш. 042°21′07″ в. д.HGЯO
- H1 33°47′23″ с. ш. 041°27′37″ в. д.HGЯO (Авиабаза H-1)
- H2 33°22′38″ с. ш. 040°37′04″ в. д.HGЯO (Авиабаза H-2)
- H3 33°56′49″ с. ш. 039°44′03″ в. д.HGЯO (Авиабаза H-3)
- H4 32°30′09″ с. ш. 038°11′32″ в. д.HGЯO (Авиабаза H-4)
- H5 32°10′32″ с. ш. 037°07′36″ в. д.HGЯO (Авиабаза H-5)
- T1 34°13′37″ с. ш. 041°19′50″ в. д.HGЯO
- T2 34°22′35″ с. ш. 040°09′08″ в. д.HGЯO (также 30-дюймовый)
- T3 34°31′47″ с. ш. 038°44′48″ в. д.HGЯO
- T4 (также 30-дюймовый)

## Хайфский нефтеперерабатывающий завод
Хайфский нефтеперерабатывающий завод (собственник— компания Consolidated Refineries Ltd.) был построен компанией MW Kellogg Co. в 3,5 милях к северо-востоку от порта Хайфы на площади 360 акров. Эксплуатация завода началось в конце 1939 года, вскоре после начала Второй мировой войны. В 1945 году завод состоял из трёх установок (по 26 000 баррелей в день каждая) и работал на полную мощность. В марте 1947 года должно было начаться строительство четвёртой установки. 12 апреля 1948 года нефтеперерабатывающий завод был закрыт на неопределенный срок из-за забастовки арабских рабочих.
В конце 1949 года работа завода возобновились в гораздо меньших масштабах на сырой нефти Венесуэлы. В июне 1950 года было достигнуто соглашение об увеличении добычи до 20 000 баррелей в день, что покрыло 65 % потребностей Израиля в бензине. Египет поддерживал блокаду судов, следующих через Суэцкий канал к заводу. Источником сырой нефти был Катар, танкеры должны были следовать по маршруту вокруг мыса Доброй Надежды.
В конце 1955 года нефтеперерабатывающий завод работал только на 20 % мощности. Российская сырая нефть была добавлена в качестве сырья в 1955 году . Поставки оценивались в ~9000 баррелей в день в 1957 и 1958 годах. В 1956 году Израиль также начал поставлять нефть по железной дороге со своего недавно открытого месторождения Хелец (600 баррелей в день) в Хайфу.

## Расширения
В конце 1945 года начались работы над двумя новыми 16-дюймовыми линиями (85 000 баррелей в день каждая, общая запланированная производительность 180 000 тонн труб). Ожидалось, что строительство трубопровода в Хайфе будет завершено весной 1949 года, а строительство трубопровода в Триполи — годом позже. В июне 1947 года был объявлен тендер на строительство нефтеперерабатывающего завода в Байджи (производительность 11 500 баррелей в день) рядом с насосной станцией К-2. Укладка труб завершилась в апреле 1948 года. Дополнительная мощность в 94 000 баррелей в сутки должна была быть достигнута осенью. Трубы для проекта предоставили британская компания Stewards & Loyds и две французские компанииSte. Escaut et Meuse (завод Анзин) и Ste. Louvroil, Montbard et Aulnoyne (завод Aulnoye). Участок протяженностью 20 миль между рекой Иордан и Хайфой ещё предстояло проложить (см. Битва за Хайфу, 21-22 апреля). Предпринимались попытки обойти Хайфу, альтернативой должен был стать Ливан, но ливанское правительство отказало в праве провоза материалов для необходимого строительства. Причиной отказа стала попытка Ливана пересмотреть тарифы на транзит действующих трубопроводов.
Прокладка трубы для 16-дюймовой линии на Триполи (85 000 баррелей в день) между К-3 и Триполи началась в мае 1948 года, сварка — в октябре, работы завершились к июлю 1949 года. К августу 1949 г линия до Триполи была введена в предварительную эксплуатацию (40 000 баррелей в день). Линия использовала 16-дюймовый участок между Киркуком и насосной станцией К-3, первоначально предназначенный для линии Хайфы. В ноябре 1949 года на конечной остановке Триполи началось строительство небольшого завода по производству топпингов (мощность 11 000 баррелей в день). 16-дюймовая нитка состояла из двух труб между Киркуком и К-3.
Трубопровод Киркук-Банияс (300 000 баррелей в день) начал предварительную добычу в апреле 1952 года. В октябре 1952 года была запущена в эксплуатацию 12-дюймовая труба длиной 134 мили между месторождением Айн-Зала и К-2. Айн-Зала была открыта в 1940 году и стала четвёртым разрабатываемым месторождением в Ираке. Ожидаемый окончательный дебит месторождения составил 25 000 баррелей в день.

## Рекомендации
1. ↑  Bonné, Alfred (November 1932). The Concessions for the Mosul-Haifa Pipe Line. Annals of the American Academy of Political and Social Science. 164: 116–126. doi:10.1177/000271623216400115. JSTOR 1018964. S2CID 143929570.
2. 1 2  Iraq Petroleum Company, AN ACCOUNT OF THE CONSTRUCTION IN THE YEARS 1932 TO 1934 OF THE PIPELINE OF THE IRAQ PETROLEUM COMPANY LIMITED FROM ITS OILFIELD IN THE VICINITY OF KIRKUK TO THE MEDITERRANEAN PORTS OF HAIFA (Palestine) and TRIPOLI (Lebanon), pg. iii
3. ↑  Ferrier, Ronald W. The History of the British Petroleum Company / Ronald W. Ferrier, J. H. Bamberg. — Cambridge University Press, 1982-10-12. — P. 164–165. — ISBN 9780521259507.
4. ↑  Iraq Petroleum Company, AN ACCOUNT OF THE CONSTRUCTION IN THE YEARS 1932 TO 1934 OF THE PIPELINE OF THE IRAQ PETROLEUM COMPANY LIMITED FROM ITS OILFIELD IN THE VICINITY OF KIRKUK TO THE MEDITERRANEAN PORTS OF HAIFA (Palestine) and TRIPOLI (Lebanon),
5. ↑  תומוקמ. etzel.org.il. Дата обращения: 12 октября 2021. Архивировано из оригинала 26 октября 2021 года.
6. ↑  U.S. checking possibility of pumping oil from northern Iraq to Haifa, via Jordan Архивная копия от 17 ноября 2015 на Wayback Machine, Haaretz
7. ↑  Iraq Pipe Line to be Completed by 1935. The Oil and Gas Journal. Vol. 30, no. 44. 17 марта 1932. p. 15.
8. ↑  Make Good Progress in Building Line. The Oil and Gas Journal. Vol. 29, no. 20. 2 октября 1930. p. R-3.
9. ↑  Pipe Line in Iraq. The Oil and Gas Journal. Vol. 31, no. 36. 26 января 1933. p. 73.
10. ↑  Half of Pipe in Iraq; Work from Three Points. The Oil and Gas Journal. Vol. 31, no. 39. 16 февраля 1933. p. 31.
11. ↑  Authoritative Details About Iraq Pipeline Are Supplied By the Iraq Petroleum Company. The Oil and Gas Journal. Vol. 31, no. 13. 18 августа 1932. p. 12.
12. ↑  Iraq Pipe Line Construction Proceeds Favourably Under Exceptionally Difficult Conditions. The Oil and Gas Journal. Vol. 32, no. 18. 21 сентября 1933. p. 38.
13. ↑  News From Foreign Lands. The Oil and Gas Journal. Vol. 33, no. 10. 26 июля 1934. p. 34.
14. 1 2  Completion of New Kirkuk-Haifa Line Expected in Spring of 1949. The Oil and Gas Journal. Vol. 45, no. 43. 1 марта 1947. p. 46.
15. ↑  French get Lebanon Refinery Concession. The Oil and Gas Journal. Vol. 46, no. 31. 6 декабря 1947. p. 59.
16. ↑  First Oil Through Iraq Line Pumped to Haifa. The Oil and Gas Journal. Vol. 33, no. 22. 18 октября 1934. p. 32.
17. ↑  Iraq Pipe Line, Largest Project Outside United States, Is Completed This Week. The Oil and Gas Journal. Vol. 33, no. 23. 25 октября 1934. p. 82.
18. ↑  Iraq Petroleum Company, AN ACCOUNT OF THE CONSTRUCTION IN THE YEARS 1932 TO 1934 OF THE PIPELINE OF THE IRAQ PETROLEUM COMPANY LIMITED FROM ITS OILFIELD IN THE VICINITY OF KIRKUK TO THE MEDITERRANEAN PORTS OF HAIFA (Palestine) and TRIPOLI (Lebanon), map6
19. ↑  Expansion at Haifa Refinery to Result in Capacity of More Than 100,000 Bbl Daily. The Oil and Gas Journal. Vol. 45, no. 44. 8 марта 1947. p. 42.
20. ↑  Long Shutdown Seen For Haifa Refinery. The Oil and Gas Journal. Vol. 47, no. 1. 6 мая 1948. p. 56.
21. ↑  Haifa To Reopen. The Oil and Gas Journal. Vol. 49, no. 9. 6 июля 1950. p. 32.
22. ↑  Crude for Haifa. The Oil and Gas Journal. Vol. 49, no. 11. 20 июля 1950. p. 64.
23. ↑  Israel Buys Red Oil. The Oil and Gas Journal. Vol. 54, no. 28. 14 ноября 1955. p. 142.
24. ↑  Israel Looks to Russia. The Oil and Gas Journal. Vol. 55, no. 64. 23 июля 1956. p. 73.
25. ↑  Iraq Refinery Bids Asked. The Oil and Gas Journal. Vol. 46, no. 6. 14 июня 1947. p. 75.
26. ↑  Pipe Export Denial Changes Route of Trans-Arabian; Delays Other Lines. The Oil and Gas Journal. Vol. 47, no. 9. 1 июля 1948. p. 38.
27. ↑  New Line Studied. The Oil and Gas Journal. Vol. 52, no. 41. 15 февраля 1954. p. 109.
28. ↑  Kirkuk-Mediterranean System To Reach Half Capacity in 1950. The Oil and Gas Journal. Vol. 48, no. 24. 20 октября 1949. p. 74.
29. ↑  Kirkuk-Tripoli 16-in. Line Begins Operation. The Oil and Gas Journal. Vol. 48, no. 16. 25 августа 1949. p. 85.
30. ↑  Topping Plant Finished. The Oil and Gas Journal. Vol. 48, no. 30. 1 декабря 1949. p. 53.
31. ↑  Kirkuk Expanding. The Oil and Gas Journal. Vol. 50, no. 36. 14 января 1952. p. 74.
32. ↑  Ain Zalah Producing. The Oil and Gas Journal. Vol. 51, no. 31. 8 декабря 1952. p. 86.